# Акимовцы (Хмельницкая область)
Аки́мовцы (укр. Яки́мівці) — село в Красиловском районе Хмельницкой области Украины.
Население по переписи 2001 года составляло 289 человек. Почтовый индекс — 31015. Телефонный код — 3855. Занимает площадь 1,18 км². Код КОАТУУ — 6822782503.

## Местный совет
31015, Хмельницкая обл., Красиловский р-н, с. Гриценки, ул. Октябрьская, 17